# Aranykezű tamarin

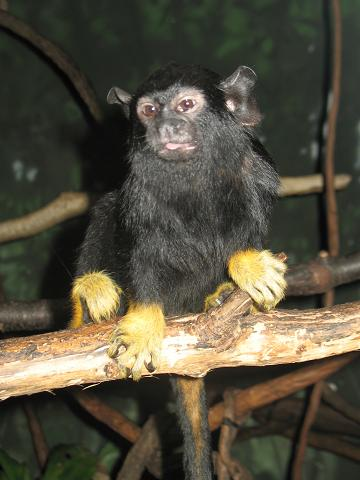

Az aranykezű tamarin vagy más néven vöröskezű tamarin (Saguinus midas) az emlősök (Mammalia) osztályának főemlősök (Primates) rendjébe, ezen belül a csuklyásmajomfélék (Cebidae) családjába és a karmosmajomformák (Callitrichinae) alcsaládjába tartozó faj.
Dél-Amerika északi részén él és a tamarinok közül (Saguinus nem) ez az egyik legismertebb faj.

## Előfordulása
Brazília északi részén, valamint Venezuela, Guyana, Suriname és Francia Guyana területén fordul elő.
Erdőkben élő faj, a fák lombkoronájában él.

## Megjelenése
20-28 centiméter a hossza. Farka hosszabb, mint a teste (31-44 centiméter). Testtömege 400-550 gramm. 
Szőrzete nagyon sötét barna vagy fekete. Jellegzetessége, melyről nevét is kapta, az aranyszínű szőrzet a lábai végén.
Sötét színű arca szőrtelen, a fejétől elállnak viszonylag nagy fülei.

## Életmódja
Nagyon aktív állatok. Néhány órás alvástól eltekintve egész nap tevékenyen mozognak, és idejük nagy részét táplálékszerzéssel, társaikkal való játékkal, veszekedéssel töltik.
Csoportokban él, melyek egy domináns nőstényből, több alárendelt nőstényből, egy vagy több hímből és az utódokból állnak. Egy csoportban 15-20 állat szokott együtt élni.
A csoportok az éjszakát a sűrű bozótban vagy egy fa odvában töltik, a nap legnagyobb részében pedig egyik gyümölcstermő fáról vándorolnak a másikra. A karmosmajmok többségéhez hasonlóan főként a magasabb fákon mozog. Kis mérete miatt ki tud mászni a vékonyabb ágakra is.
Könnyű testsúlya miatt a vékony ágakon is biztonságosan mozoghat, ahová a rá vadászó ragadozók nem tudják követni.
Rovarokat, pókokat, gyümölcsöt és fanedvet is fogyaszt.

## Szaporodása
Mint minden tamarinnál, ennél a fajnál is kizárólag a domináns nősténynek van joga párosodni. A nőstény a csoport minden hímjével párosodik. Ez a jelenség ( a poliandria) az emlősök között elég ritka jelenségnek számít.
A 140-170 napos vemhesség után általában két kölyköt hoz világra a nőstény. A kicsiket mindig a domináns hím egyed hordozza magával és csak a szoptatási időszakban adja át az anyaállatnak a kölyköket. A kicsik két-három hónapig szopnak és 16-20 hónapos korukra lesznek ivarérettek.
Várható élettartama vadon 10 év körül van, fogságban akár 16 évig is élhet.

## Természetvédelmi helyzete
Nagy elterjedési területük miatt, az élőhelyüket veszélyeztető erdőirtás ellenére viszonylag gyakori fajnak számít.
Fogságban gyakran tartott faj, a tamarin fajok közül ez a faj az egyik leggyakoribb lakója az állatkerteknek. 
Magyarországon több helyütt is tartják így a Budapesti Állatkertben, a Szegedi Vadasparkban a Debreceni Állatkertben és a Pécsi Állatkertben tartják.